# マル得ホテル予約
マル得ホテル予約（マルとくホテルよやく）は、比較.com株式会社100％子会社の予約.com株式会社（本社 東京）が運営していたインターネットホテル予約サイト。電話でのホテル紹介・予約も受け付けていて、東京、大阪、札幌、仙台、名古屋、福岡など各主要都市に電話予約センターを持っていた。

## 沿革
- 1984年12月 - プレコ株式会社が旅行事業部として「ビジネスホテル予約センター」を開設。電話予約によるノークーポン予約システムを他社に先駆けて導入。
- 1996年1月 - 日立造船情報システムと提携し、インターネットでホテル予約ができるシステムを日本で初めて構築する。
- 1999年2月 - NTTドコモと提携し、iモードでのホテル予約窓口 「マル得ホテル予約」を開始（初期のiモード公式サイトのひとつ）。
- 2002年5月 - 法人顧客向けインターネットホテル予約サービス「ホテル特約倶楽部」を開始。
- 2009年3月 - 比較.com株式会社100％子会社の予約.com株式会社に事業譲渡。